# Vliegafstand
De vliegafstand of vliegtijd is de tijd dat een vliegtuig in de lucht is gedurende een vlucht. De vliegafstand wordt ook vaak uitgedrukt in het aantal kilometers tussen start- en landingsplaats. Dit is echter niet juist, omdat de vliegtijd door meer factoren bepaald wordt dan alleen de geografische afstand.

## Algemeen
Luchtvaartmaatschappijen kennen aan al hun vliegroutes een theoretische vliegafstand toe. Op basis hiervan is het voor passagiers mogelijk om hun reis te plannen, kunnen luchthavens hun logistieke proces inrichten en delen de maatschappijen zelf hun vluchtschema's in. De daadwerkelijk gerealiseerde vliegafstand kan van vlucht tot vlucht verschillen. Verschillende factoren zijn hierop van invloed, onder meer de windrichting- en snelheid, het type vliegtuig en de gekozen route. 

## Categorieën
De volgende indeling worden veel gebruikt om vliegafstanden te groeperen. De precieze indeling is echter niet officieel vastgelegd, met als gevolg dat de indeling soms per luchtvaartmaatschappij of instantie verschillend ingevuld wordt. 
| Categorie                 | Vliegtijd  | Populaire vliegtuigtypen                                                      |
| ------------------------- | ---------- | ----------------------------------------------------------------------------- |
| Korteafstandsvlucht       | < 3 uur    | Airbus A320, Boeing 737-700, Embraer 190/195, Bombardier Q400                 |
| Middellangeafstandsvlucht | 3 - 6 uur  | Airbus A330-300, Boeing 737-800, Boeing 767                                   |
| Langeafstandsvlucht       | 6 - 12 uur | Airbus A330-200, Airbus A340, Airbus A380, Boeing 747, Boeing 777, Boeing 787 |
| Ultralangeafstandsvlucht  | > 12 uur   | Airbus A340-500, Boeing 777-200LR                                             |

## Andere indelingen

### Afstand in kilometer
Normaal gesproken volgt een vliegtuig de kortste afstand in kilometers tussen start- en landingsplaats om de vluchtafstand te minimaliseren. Voor lange afstandsvluchten volgt deze de kortste route via een grootcirkel. Wanneer dit op een gewone wereldkaart getekend wordt, resulteert dit in een gebogen lijn en lijkt het alsof het toestel een omweg volgt. 
Echter, een vlucht moet ook rekening houden met weercondities, luchtstromen en brandstofverbruik. Bijvoorbeeld, vliegtuigen in de noordelijke hemisfeer volgen in westelijke richting doorgaans de kortste route langs of over het arctisch gebied. Maar eenzelfde intercontinentale vlucht volgt in oostelijke richting een veel zuidelijkere route omdat deze dan kan profiteren van gunstige luchtstromen.

### EU
In de EU-verordening die vastlegt welke rechten passagiers hebben bij vertraging, worden vluchten als volgt geclassificeerd:
- Vluchten tot 1500 km
- Vluchten van 1500 tot 3500 km
- Vluchten van meer dan 3500 km

### Op basis van bestemming
- Regionale vlucht (een vlucht korter dan een uur of minder dan 800 km, waarbij start- en landingsplaats in hetzelfde land liggen)
- Binnenlandse vlucht (een vlucht waarbij start- en landingsplaats in hetzelfde land liggen)
- Internationale vlucht (een vlucht waarbij start- en landingsplaats niet in hetzelfde land liggen)
- Intercontinentale vlucht (een vlucht waarbij de start- en landingsplaats niet op hetzelfde continent liggen)

Er is een aanzienlijke overlap tussen deze indeling en die op basis van vluchtafstanden, maar er zijn ook  verschillen. Zo zijn veel Europese vluchten internationale vluchten, maar overbruggen slechts een korte afstand. Daarentegen kunnen binnenlandse vluchten in bijvoorbeeld de Verenigde Staten van middellange afstand zijn.